# Susanne Jahn
Susanne Jahn (* 3. Oktober 1960) ist eine ehemalige deutsche Fußballspielerin.

## Karriere

### Verein
Jahn war von 1978 bis 1988 als Abwehrspielerin für den FSV Frankfurt aktiv, mit dem sie viermal ein Finale erreichte und einmal daraus als Siegerin hervorging.
Am 8. Mai 1983 stand sie erstmals im Endspiel um den nationalen Vereinspokal, das im Stadion am Bornheimer Hang in Frankfurt am Main mit 0:3 gegen den KBC Duisburg verloren wurde. An selber Stätte fand am 30. Juni 1984 das Finale um die Deutsche Meisterschaft statt, in dem sie – trotz ihres Führungstores in der 27. Minute – mit 1:3 gegen die SSG Bergisch Gladbach unterlegen war.
Am 28. Juni 1986 stellte sich ihr erster Titelgewinn ein; die SSG Bergisch Gladbach wurde in ihrem Stadion An der Paffrather Straße im Finale um die Deutsche Meisterschaft mit 5:0 besiegt, wobei sie das Führungstor zum 1:0 in der 38. Minute erzielte.
Ein Jahr später, auf den Tag genau, am 28. Juni 1987 erreichte sie letztmals das Finale um die Deutsche Meisterschaft. In der Heimstätte des TSV Siegen verlor sie mit ihrer Mannschaft mit 1:2 nach 1:0-Pausenführung durch Daniela Stumpf. 

### Nationalmannschaft
Für die A-Nationalmannschaft bestritt sie einzig am 25. Januar 1984 ein Länderspiel. Im ersten Vergleich mit Italien, der in Mailand mit 1:2 verloren ging, wurde sie in der 36. Minute für Elke Richter eingewechselt.

## Erfolge
- Deutscher Meister 1986